# Војо Ковачевић
Војо Ковачевић (Грахово, код Никшића, 12. октобар 1912 — Београд, 29. септембар 1997), учесник Народноослободилачке борбе, генерал-пуковник ЈНА и народни херој Југославије.

## Биографија
Рођен је 12. октобра 1912. године у селу Грахову, код Никшића. Био је десето дете у породици сердара Петра Ковачевића. После завршетка основне школе, због тешког материјалног стања, није одмах кренуо у гимназију. Четири разреда гимназије завршио је у Требињу, а пети у Котору. Године 1931. с породицом се сели у Београд, где као ђак шестог разреда гимназије почиње да учествује у раду ђачке литерарне дружине „Вук Караџић“.
Доста је читао марксистичку литературу и легалне партијске листове „Лењинист“ и „Ударник“. Касније је почео да сарађује у илегалном средњошколском часопису „Искра“. Приликом полицијске провале штампарије, ухапшен је крајем априла 1933. године. Искључен је из свих београдских гимназија. Ипак успева да заврши седми разред у Земуну, а осми и матуру у Неготину.
У јесен 1934. године уписује се на Технички факултет у Београду. Исте године постао је члан Комунистичке партије Југославије (КПЈ). Априла 1937. године други пут је ухапшен и 15 дана је провео у притвору. Као студент Техничког факултета, активно се укључује у рад партијске организације, у јесен 1937. године руководи факултетском ћелијом и улази у Универзитетско руководство КПЈ, у коме остаје до краја 1939. године.

### Народноослободилачка борба
У децембру 1939. године одлази на одслужење војног рока у Госпић. Капитулација Југословенске војске га затиче на фронту. Враћа се у родни крај и одмах се укључује у припреме за устанак. Од јула до октобра 1941. године боравио је у граничном појасу Црне Горе и Херцеговине. Месни комитет КПЈ за Грахово га у својству члана Окружног комитета КПЈ за Никшић упућује за инструктора у Боку которску, где до марта 1942. године ради у Месном комитету КПЈ за Херцег Нови.
После повлачења партизанских снага у Босну, јуна 1942. године, остаје на терену и шест месеци ради у изузетно тешким условима. Почетком децембра са братом Василијем креће према слободној територији западне Босне. После тешког пута, стижу у ослобођено Ливно, а 19. децембра настављају, преко Босанског Петровца, за Бихаћ. У Врховном штабу реферишу о ситуацији у Црној Гори и приликама у крајевима кроз које су прошли.
Војо и Василије су присуствовали Првом конгресу Уједињеног савеза антифашистичке омладине Југославије (УСАОЈ), као делегати Црне Горе. Почетком фебруара 1943. године, Војо постаје руководилац Политичког одељења (Политодјела) Друге далматинске ударне бригаде. А првих дана маја 1943. одлази за руководиоца Политодјела Десете херцеговачке бригаде. После формирања 29. херцеговачке дивизије, новембра 1943. године, постављен је за руководиоца Политодјела, а августа 1944. за политичког комесара дивизије.
Као руководилац Политодјела дивизије, крајем марта 1944. године, послат је у Врховни штаб НОВ и ПОЈ, због реферисања о војним и партијским питањима у Херцеговини. Врховном штабу и Централном комитету КПЈ предаје извештаје Обласног комитета КПЈ, Штаба и Партијског комитета дивизије, као и извештаје Другог ударног корпуса. До Врховног штаба, који се тада налазио у западној Босни, путовао је с четом од 30-так бораца, 27 дана. Средином маја, приликом повратка у Херцеговину, који је такође трајао 27 дана, водио је низ борби с четницима и Немцима.
Почетком децембра 1944. године, с групом бораца из 29. херцеговачке дивизије, упућен је у Београд. Постављен је за политичког комесара Главног штаба НОВ и ПО Србије. Када је, почетком маја 1945. године, наредбом Врховног команданта маршала Тита, од неких јединица из Србије и Македоније формирана Пета армија, Војо је постављен за политичког комесара, а Славко Родић за команданта.

### Послератни период
До септембра 1953. године био је на дужности политичког комесара Пете армије, односно Пете армијске области. Од 1953. до 1955. године похађао је и завршио Вишу војну академију ЈНА, а од 1955. до 1965. године је био начелник Техничке управе ЈНА. Од 1965. до 1970. године председник Контролне комисије Организације СКЈ у ЈНА, од 1970. до 1974. године је био члан Сталног дела Конференције СКЈ у ЈНА.
Године 1947. унапређен је у чин генерал-мајора, 1950. у чин генерал-потпуковника, а 1961. у чин генерал-пуковника ЈНА, у којем је 1972. године пензионисан.
Ван Југословенске народне армије (ЈНА) деловао је у разним друштвено-политичким организацијама. Био је посланик Народне скупштине НР Црне Горе.
Умро је 29. септембар 1997. године и сахрањен је у Алеји народних хероја на Новом гробљу у Београду.
Читава његова породица је учествовала у Народноослободилачкој борби, а од седморице браће њих тројица — Василије, Мирко и Војо су проглашени народним херојима Југославије.
Носилац је Партизанске споменице 1941. и више југословенских и страних одликовања, међу којима су — Орден ратне заставе, Орден партизанске звезде са златним венцем, Орден заслуга за народ са златном звездом, Орден партизанске звезде са сребрним венцем и Орден за храброст. Орденом народног хероја одликован је 10. јула 1952. године.